# Bofors SAK 57
Bofors SAK 57 — шведская универсальная корабельная артиллерийская установка калибра 57 мм. Разработаны 3 основные модификации артиллерийской системы, получившие обозначение Mk. I, II и III соответственно. Bofors SAK 57 состоит на вооружении ряда стран: Швеции, Финляндии, США, Канады, Мексики и др.

## Mark III
Орудие имеет ствол-моноблок длиной 70 калибров с воздушным охлаждением, клиновой затвор с электрическим стреляющим механизмом, гидравлический тормоз отката и пружинный накатник. Живучесть ствола оценивается в более чем 4000 выстрелов.
Вес орудия без боезапаса — 7000 кг. Готовый к стрельбе боезапас располагается в двухсекционном питающем магазине, секции которого находятся по обе стороны от досылателя. Боеприпасы подаются из погреба в патроноприёмники двумя электрическими элеваторами. Механизмы наводки — электрогидравлические.